# Neil Alexander
Neil Alexander (ur. 10 marca 1978 w Edynburgu, Szkocja) – szkocki piłkarz występujący na pozycji bramkarza w Heart of Midlothian.

## Kariera klubowa
Alexander swoją karierę piłkarską rozpoczynał w Stenhousemuir. Stamtąd trafił do lepszego klubu – Livingston, z którym wywalczył awans do Scottish Premier League

### Cardiff City
W maju 2001 r. Alexander trafił za 200 000 funtów do walijskiego Cardiff City występującego w Football League One. W klubie z Ninian Park Neil wystąpił ponad 200 razy wydatnie przyczyniając się do awansu fo Football League Championship.

### Ipswich Town
16 lipca 2007 r. Alexander podpisał kontrakt z innym angielskim klubem Championship, Ipswich Town. Szkot natychmiast wywalczył sobie miejsce w bramce i zadebiutował 11 sierpnia meczem z Sheffield Wednesday. Podczas półrocznego pobytu w Ipswich Alexander wystąpił w 31 meczach.

### Rangers
30 stycznia 2008 r. Neil powrócił do Szkocji i podpisał kontrakt z Rangers. Debiut zaliczył 3 lutego 2008 r. w Pucharze Szkocji po czerwonej kartce w 88 minucie dla Allana McGregora. Pierwszy mecz ligowy dla Neila przypadł na Old Firm Derby. Zmienił on w 77 minucie McGregora, który doznał kontuzji i nie zagrał do końca sezonu. Alexander odgrywał dużą rolę w meczach Rangers, szczególnie w półfinałowych spotkaniach Pucharu Szkocji i Pucharu UEFA, gdy bronił rzuty karne. W nowym sezonie bramkarzem numer 1 był McGregor, ale od marca 2009 r. Alexander powrócił między słupki, po aferze spowodowanej skandalicznym zachowaniem Allana i Barry’ego Fergusona w kadrze.

### Crystal Palace
15 sierpnia 2013 roku przeszedł na zasadzie wolnego transferu do Crystal Palace, z którym podpisał jednoroczny kontrakt.

## Kariera międzynarodowa
Dotychczas w szkockiej reprezentacji Alexander wystąpił trzykrotnie, a debiut zaliczył w towarzyskim meczu ze Szwajcarią w 2006 r.

## Sukcesy
Livingston
- Scottish Second Divison (1): 1999
- Scottish First Division (1): 2001

Cardiff City
- Football League One playoff (1) 2003

Rangers
- Scottish Premier League (2): 2009, 2010
- Puchar Szkocji (2): 2008, 2009
- Puchar Ligi Szkockiej (2): 2008, 2010